# Drosera rotundifolia
Drosera rotundifolia, conhecida como orvalhinha é uma espécie de planta carnívora encontrada frequentemente nos lamaçais, pântanos e brejos. É encontrada em toda a Europa do norte, muita de Sibéria, em grandes partes de norte da América do Norte, Japão e também em Nova Guiné. Em Portugal, encontra-se na Serra da Estrela (Parque Natural).

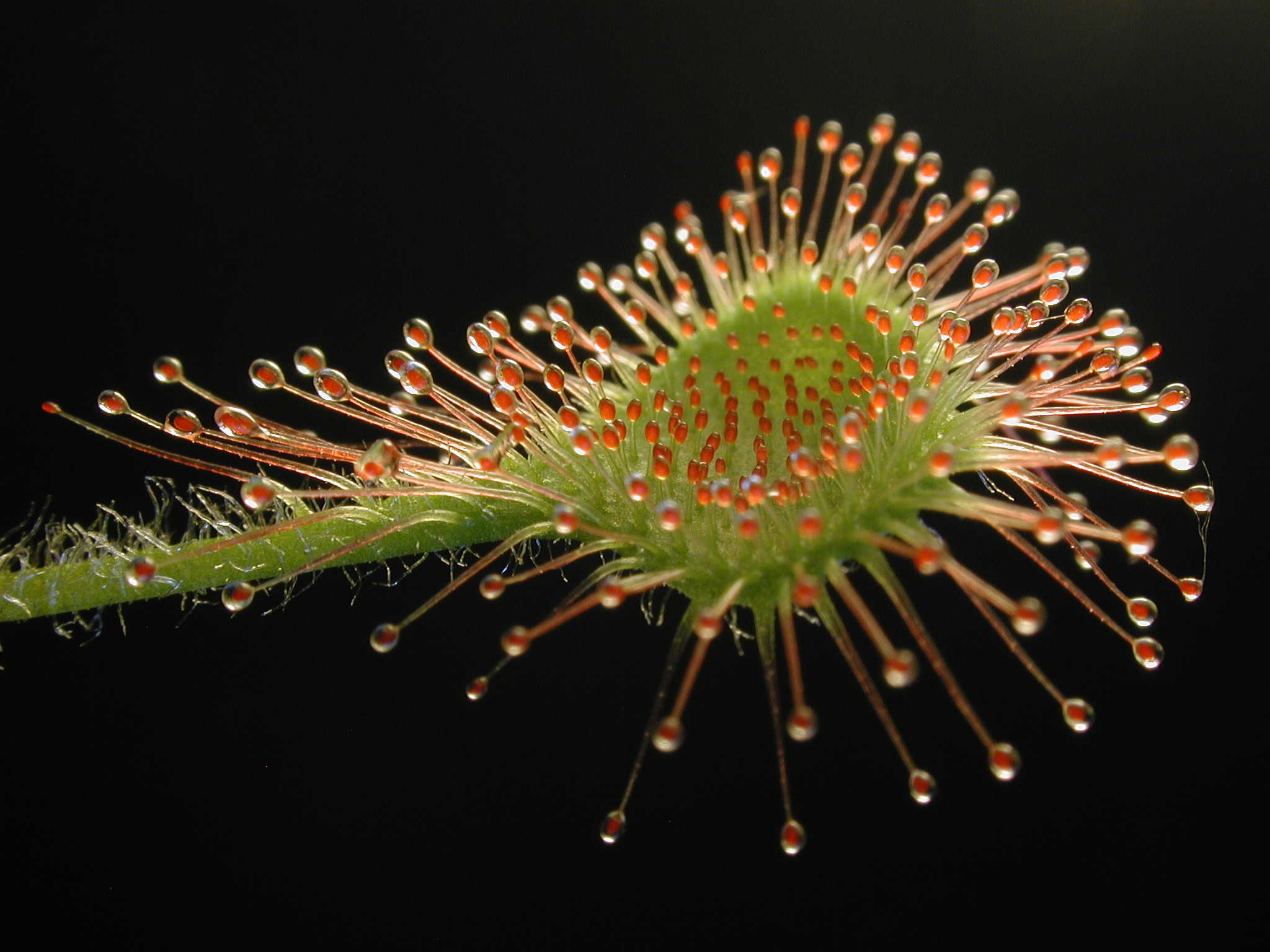
Pormenor de folha